# 가스펠 싱어
《가스펠 싱어》는 1981년에 '극동방송 전국복음성가경연대회'라는 이름으로 시작되어 현재 극동방송에서 방송되고 있는 가스펠 가수 오디션 프로그램이다. 2017년 24회 대회부터 현재 명칭을 사용하기 시작했다.

## 역대 수상자
| 회차 | 대상             | 금상                          | 은상                                  | 동상                             | 기타 |
| ---- | ---------------- | ----------------------------- | ------------------------------------- | -------------------------------- | --- |
| 1    | 조호선/조호영    | 주찬양선교단 호산나노래선교단 | 유지연/이광준 기드온남성중창단 이상호 | 마라나다선교단 쌍비둘기 이슈엘라 | |
| 2    | Jesus First!     | 함영옥 영멜                   | 손영진 김유순/김혜순                  | 이성국 할렐루야중창단            | |
| 3    | 전재경           | 예수전도단                    | 이현수/송영수                         | 아도나이                         | 문경일(작곡상) 박흥신/이광옥(특별상) 학의날개들(인기상)                                                              |
| 4    | 찬냇소리         | 듀엣샬롬                      | 늘푸른친구들                          | 에벤에셀                         | 이대호(작곡상) 다윗과요나단(특별상)                                                                                  |
| 5    | 에덴중창단       | 박순덕                        | 마라나타선교단                        | 글로리아                         | 최덕신(작곡상) 마라나타선교단(특별상) 생명줄음악선교단(인기상)                                                       |
| 6    | 박종호           | 노래하는어부둘                | YFC                                   | 엘림트리오                       | 박종호(작곡상) 김현주/박소현(특별상) YFC(인기상) 엘림트리오(특별상)                                                  |
| 7    | 가나안음악선교단 | 백종석                        | 김지현/김기석 홍영자                  | 김지영 참기쁨중창단              | 김진수/미가엘중창단(작곡상, 특별상)                                                                                  |
| 8    | 송정미           | 예랑중창단                    | 옹기장이                              | 예수찬양                         | 예랑중창단(특별상) 옹기장이(특별상) 피터폴앤마리(장려상, 인기상) 이유정(작곡상)                                      |
| 9    | 이닛샬라찬양단   | 김성희                        | 수금과비파                            | 쉐키나선교단                     | 장경원(장려상) 수금과비파(인기상) 이닛샬라찬양단(작곡상) 김성희(특별상) 헵시바(특별상)                               |
| 10   | 유선숙           | 주바라기                      | 홀리코러스                            | 찬예랑                           | 주바라기(작곡상) 늘푸른친구들(특별상) 노세명(인기상) 오형천(특별상) 찬예랑(특별상)                                   |
| 11   | 류은경           | 조정애                        | 하늘가족                              | 나팔소리                         | 류은경(특별상) 송미아(특별상) 김은찬/안성용(작사상, 우정상)                                                          |
| 12   | 호흡이있는자     | 현석주 한길선교단             | 국혜령 홀리시드                       | 이계영 기쁜소리                  | 추정엽(작곡상, 작사상) 하늘군대찬양선교단(인기상) 호흡이있는자(특별상) 다섯소리(특별상) 고영철(우정상)               |
| 13   | 김성진           | 아이네오                      | 주음계                                | 빛전하는자들                     | 김성진(특별상) 고은미(장려상) 유오디아(인기상) 빛전하는자들(작곡상, 작사상) 이재철(우정상)                           |
| 14   | 빛의소리중창단   | 윤소이                        | 김덕영                                | 김신석                           | 군목과군종병(장려상) 김재웅/행일팔(인기상, 특별상, 우정상) 김신석(작곡상, 특별상) 오선지사랑/김상훈(작사상)          |
| 15   | 하은코러스       | 조정훈                        | 아이네오선교단                        | 그루테오선교단                   | 성희경(장려상) 조정훈(작곡상) 김승욱/아이네오(작사상) 냉수한그릇(인기상) 김준석/딥(우정상)                           |
| 16   | 크리스탈싱어즈   | 윤미선                        | 위드림코러스                          | 팜스                             | 김은혜(특별상) 크리스탈싱어즈(작곡상) 오투엠(장려상, 인기상) 팜스(PD상, 우정상) 위드힘코러스(작사상)                 |
| 17   | 리틀크로스       | 하늘풍경                      | 이유민                                | SEM                              | 승정아(음반기획상) 하늘풍경(작곡상) OLive(장려상) 하늘군대(인기상) 함형숙(PD상) 마하나임(작사상)                     |
| 18   | 에스더안         | 김호석                        | 장세용                                | Given                            | Weaver(음반기획상) 예수쟁이찬양선교단(인기상) 주노피(장려상, PD상) 기쁨찬양(우정상) A-men중창단(작곡상)              |
| 19   | 나영환           | 윤상수                        | 둘로스                                | 향기로운 나무                    | 김동섭(작곡상) 찬양하는유다인(장려상) 나영환(PD상) 향기로운나무(인기상) 둘로스/박노명(우정상)                        |
| 20   | 오장한           | 주향                          | 한혜진                                | 레마선교단                       | 한혜진(도레미상) 야베스(마임상, 우정상) US in the Lord(작사상) The Spell(작곡상) 김윤진(PD특별상) 아침에예배(인기상) |
| 21   | 전용수           | 박찬미                        | 강승혁                                | 예수님따라사는사람들             | 소울(마임상) 전용수(작사상, PD특별상) 강승혁(작곡상) 황현기(인기상) 하울(우정상)                                     |
| 22   | 학의날개들       | 박란                          | 정계은                                | 킹데이빗                         | 박문영(마임상) 박란(특별상) 프뉴마(인기상) 서은지(작사상) 킹데이빗(작곡상) Sanz(우정상)                              |
| 23   | 아이노스         | 쇼머스트                      | 로드                                  | 김동궁                           | 문영은(작사상) 안중현(PD특별상) 헤세드찬양단(인기상) 김동궁(작곡상) 로드(우정상) 권예은(장려상)                      |
| 24   | 이성신           | 정은주                        | 겸손과믿음                            | 에이시스                         | 세움(PD특별상) 정은주(뮤직스페셜상) 겸손과믿음(음반기획상) 히시즌(인기상) 반동현(뉴미디어상) 10years(우정상)         |
| 25   | 하은 제이스      | 김현선                        | 헤노테스                              | 임진웅                           | 필로스(장려상) 헤노테스(인기상) 제이스(PD상) 하은(음반기획상) 라이트하우스(우정상) 쟁과자가들(SNS인기상)             |